# یواس‌اس پاتامسکا (۱۸۶۱)
یواس‌اس پاتامسکا (۱۸۶۱) (به انگلیسی: USS Potomska (1861)) یک کشتی بود که طول آن ۱۳۴ فوت ۶ اینچ (۴۱٫۰۰ متر) بود. این کشتی در سال ۱۸۶۱ ساخته شد.